# Лимана
Лима̀на (на италиански и на венециански: Limana) е градче и община в Северна Италия, провинция Белуно, регион Венето. Разположено е на 364 m надморска височина. Населението на общината е 5182 души (към 2014 г.).